# Igreja de Nossa Senhora da Luz (Carnide)
A Igreja de Nossa Senhora da Luz de Carnide, também designada por Santuário de Nossa Senhora da Luz, Convento de Nossa Senhora da Luz ou Igreja Paroquial de Carnide, é um importante templo católico situado na freguesia de Carnide, em Lisboa, Portugal. Sendo sede da Paróquia de Carnide desde 1918.
Na Igreja de Carnide, foram classificados como monumento nacional o túmulo da infanta D. Maria, em 1910, e a capela-mor, em 1923.

## História
A construção da Igreja e do Convento de Nossa Senhora da Luz, transcorrida entre 1575 e 1596, foi iniciada pela infanta D. Maria, filha do rei D. Manuel I de Portugal e da arquiduquesa D. Leonor da Áustria, com projeto de Jerónimo de Ruão, no local onde existia uma ermida desde 1464 e que fora edificada junto a uma fonte com propriedades medicinais.

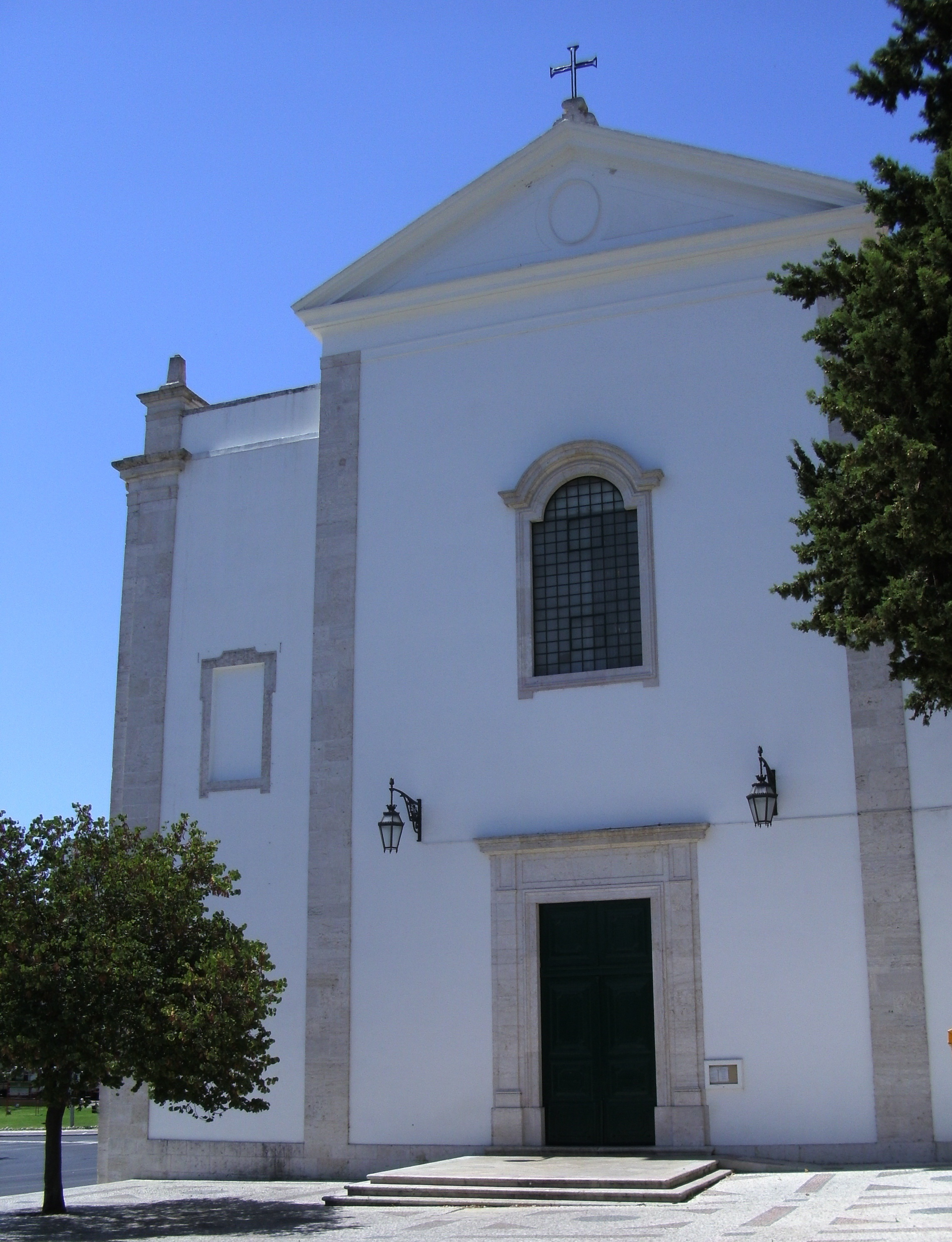
Fachada principal da igreja.

Segundo a tradição, Pero Martins, natural de Carnide, estava preso em África quando, por diversas vezes, lhe apareceu a Virgem Maria, aureolada de luz, assegurando-lhe que o tiraria do cativeiro e recomendando que, no regresso à terra natal, mandasse erguer, sobre o lugar da fonte milagrosa, dita da Machada, uma ermida com a invocação de Santa Maria da Luz, cuja imagem encontraria no local. Pero Martins foi libertado e regressou a Carnide em 1463. Perto da fonte, encontrou a imagem mariana e obteve autorização do bispo para construir a ermida, o que realizou com as contribuições dos vizinhos. A imagem miraculosa de Nossa Senhora da Luz foi solenemente entronizada a 8 de setembro de 1464.
A igreja deste santuário foi destruída no terramoto de 1755, tendo resistido apenas o transepto e a capela-mor, exemplar testemunho do maneirismo português, com a sua abóbada com caixotões marmóreos, as ilhargas em mármore com nicho albergando estátuas, a sepultura da infanta D. Maria e o magnífico retábulo em talha dourada com pinturas de Francisco Venegas e Diogo Teixeira. Também de interesse são as pinturas dos altares laterais e os vestígios manuelinos na fonte. .
A igreja do Santuário de Nossa Senhora da Luz é sede da paróquia de Carnide desde 1918.